# Morgan Library & Museum

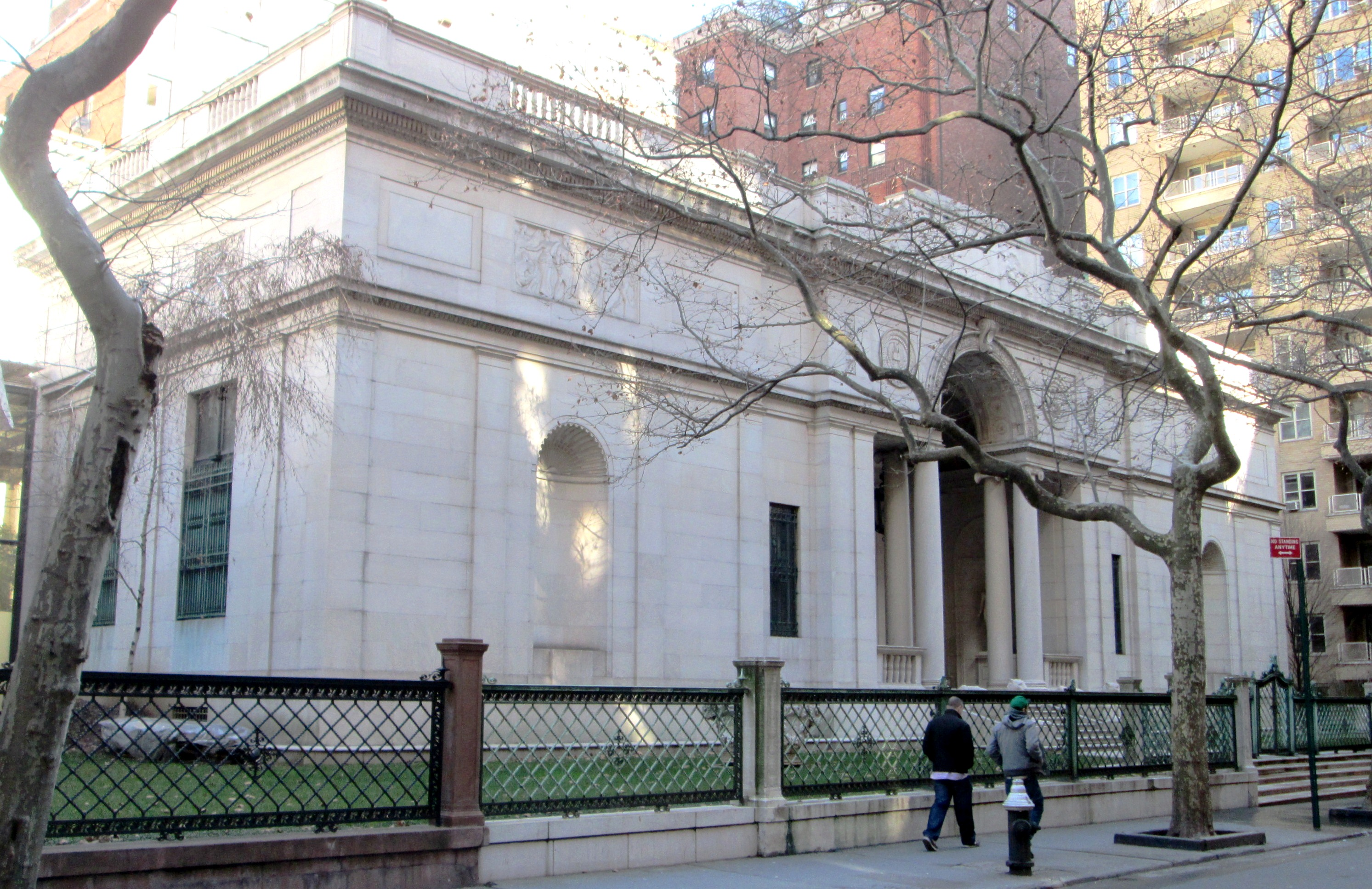
McKim Building der Pierpont Morgan Library von 1902–06 (Foto: 2013)

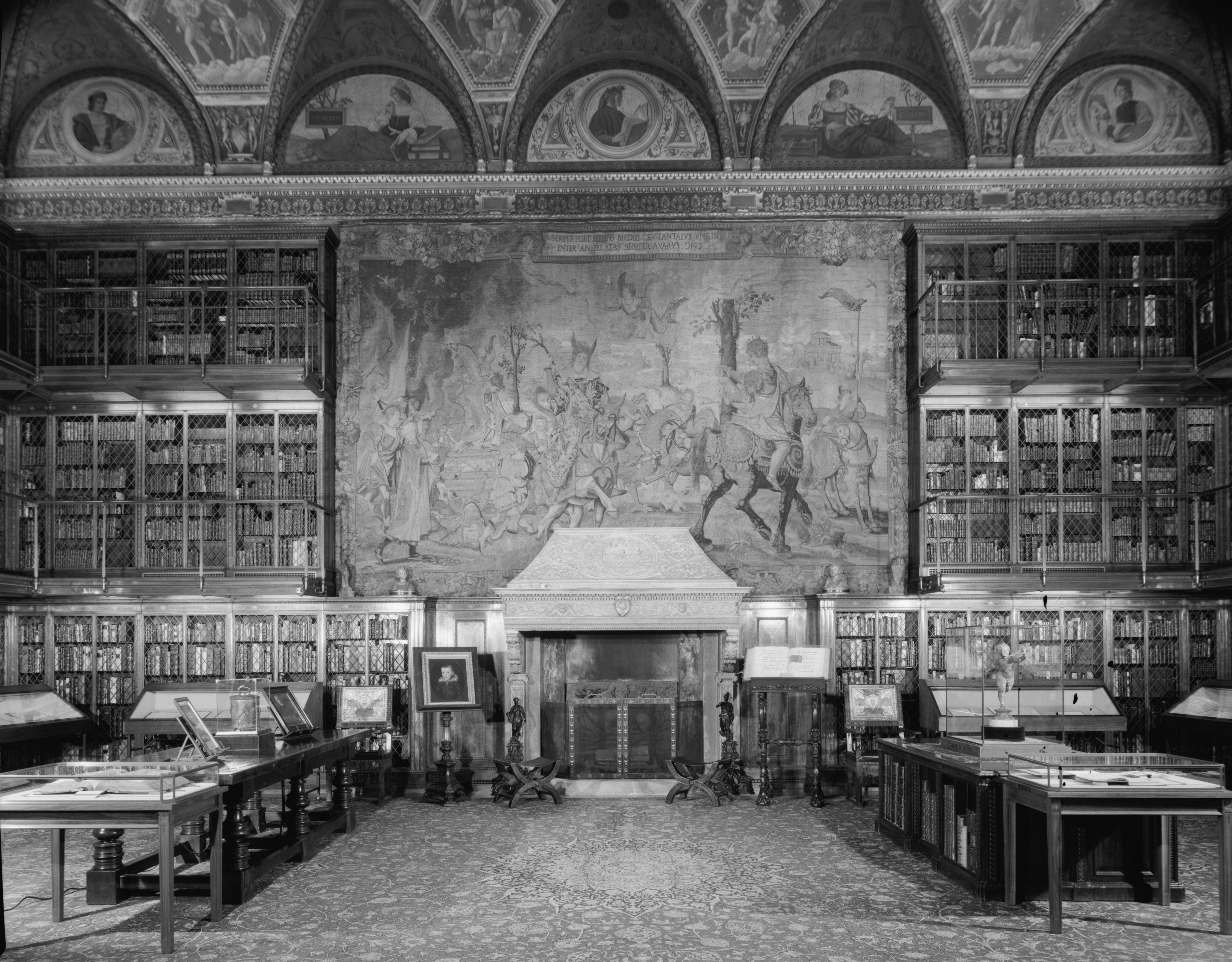
Innenansicht der Pierpont Morgan Library, 1963

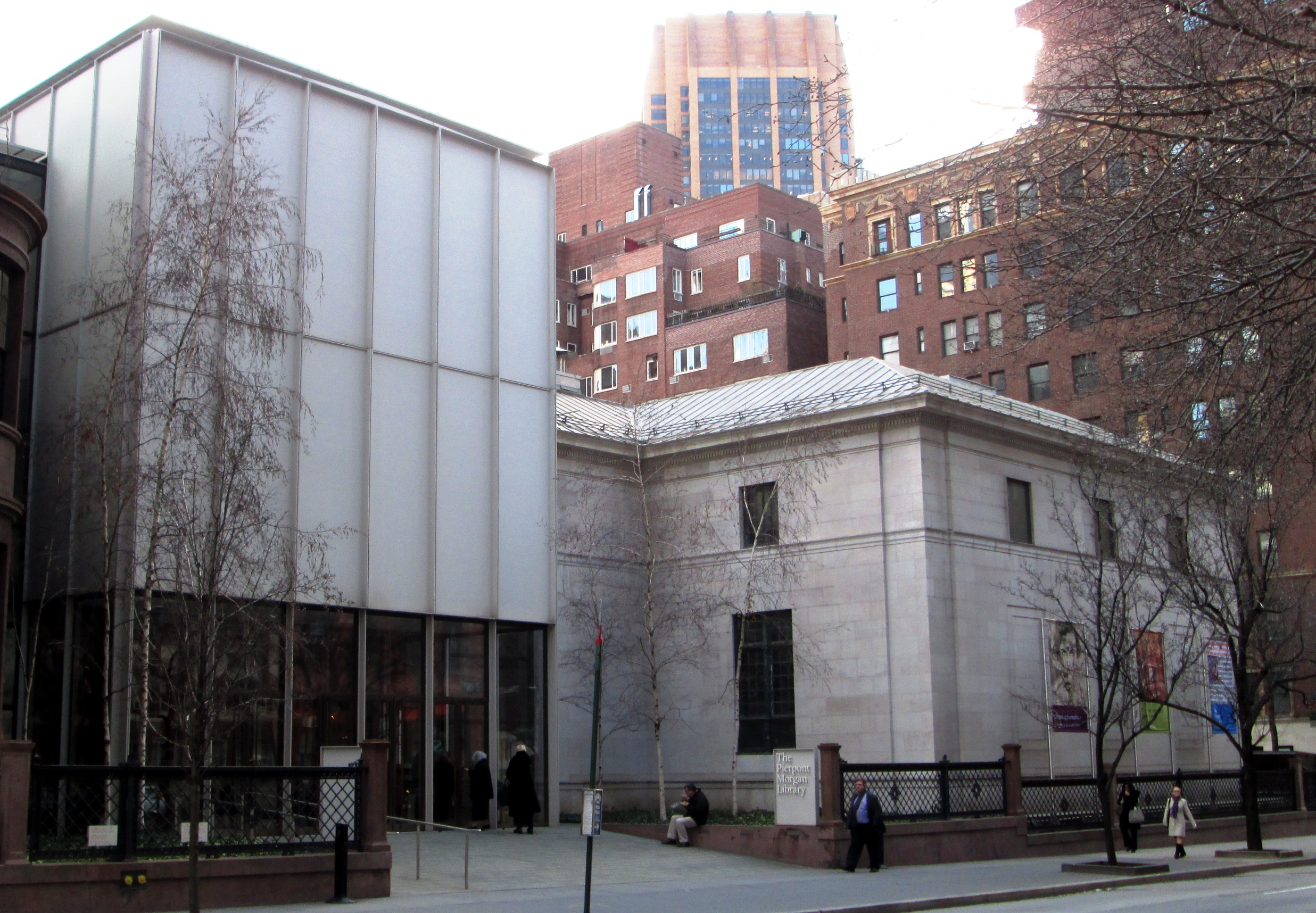
Morgan Library, Altbau und Anbau (2013)

Die Morgan Library & Museum (offizieller Name seit 2006, bekannt als Pierpont Morgan Library, Morgan Library oder The Morgan) ist eine Bibliothek an der Madison Avenue in Manhattan, New York City. Sie besitzt eine hervorragende Sammlung von Manuskripten, Papyri, Inkunabeln, frühen Drucken, illustrierten Büchern, Musikautographen und Graphiken. Den Grundstock der Bibliothek bildet die Privatbibliothek des amerikanischen Bankiers J. P. Morgan. Seit November 1966 steht ihr Hauptgebäude als National Historic Landmark unter Denkmalschutz und ist entsprechend im National Register of Historic Places eingetragen.

## Geschichte der Bibliothek
J. P. Morgan, der in Europa u. a. in Göttingen sein Studium absolviert hatte, baute nach seiner Rückkehr nach Amerika ein riesiges Wirtschaftsimperium auf. Um 1890 begann er mit dem systematischen Kauf wichtiger und wertvoller Manuskripte und Bücher, vor allem des Mittelalters und der Renaissance sowie von Autographen, Handzeichnungen und seltenen Büchern in besonders kostbaren Einbänden. Für die ständig wachsende Sammlung ließ er neben seinem Wohnhaus in Manhattan eine eigene Bibliothek im Stil der italienischen Renaissance bauen. Das Bibliotheksgebäude wurde 1906 fertiggestellt.

1924 machte Morgans Sohn John Pierpont Morgan Jr. die Bibliothek der Öffentlichkeit zugänglich. Sie dient bis heute als Bibliothek, Museum und internationales Forschungszentrum.

## In der Bibliothek vereinigte Sammlungen
1912 erwarb Morgan die Amherst Papyri, eine Sammlung ägyptischer, koptischer und griechischer Papyri aus der Sammlung von Lord Amherst of Hackney. Die Bibliothek verwaltet seit 1937 die meisten der Papyri des Colt Archaeological Institute. Die Bibliothek kaufte Sammlungen von James Toovey, Theodore Irvin, Richard Bennet und Richard Morris. Einige Sammlungen wurden dem Museum geschenkt: Die Glazier-Manuskripte von William S. Glazier (1907–1962), die Heineman-Manuskripte von Dannie N. Heineman, die Bühler-Manuskripte von Dr. Curt F. Bühler (1905–1985), die Stillman-Manuskripte von E. Clark Stillman (1907–1995) und die Wightman-Manuskripte von Julia Parker Wightman (1909–1994).

## Gebäude und Anbauten
Das alte Gebäude der Bibliothek, das McKim Building von Charles McKim (Architekturbüro McKim, Mead, and White) aus den Jahren 1902 bis 1906, steht in 33 East 36th Street, damals benachbart zu J. P. Morgans Wohnhaus in der Madison Avenue 219. Das McKim Building ist dem Nymphaeum der Villa Giulia und der Villa Medici in Rom nachempfunden.
Das Wohnhaus wurde 1928 abgerissen und durch eine Ausstellungshalle mit Lesesaal von dem Architekten Benjamin Wistar Morris ersetzt.
Das Gebäude 231 Madison Avenue (Eckgebäude zur 37th Street) wurde 1852/53 für die Familien Phelps, Stokes und Dodge errichtet, 1904 von J. P. Morgan erworben und von 1905 bis 1943 von J. P. Morgan, Jr. bewohnt und danach von der Lutherischen Kirche in Amerika als Hauptsitz gekauft. 1988 wurde es von der Morgan Library erworben.
Ab dem Jahr 2000 überarbeitete der Architekt Renzo Piano den Gebäudekomplex, um die Ausstellungsfläche zu vergrößern, und entwarf einen vierstöckigen Anbau. Gläserne Wände verbinden die alten und neuen Museumsteile. Die Wiedereröffnung erfolgte am 29. April 2006.

## Leiter der Bibliothek
1. Belle da Costa Greene bis 1948
2. Frederick Baldwin Adams, Jr. 1948–1969
3. Charles Ryskamp, 1969–1987
4. Charles E. Pierce, Jr. 1987–2007
5. William M. Griswold 2007–2014
6. Colin B. Bailey 2015–

## Wichtige Werke

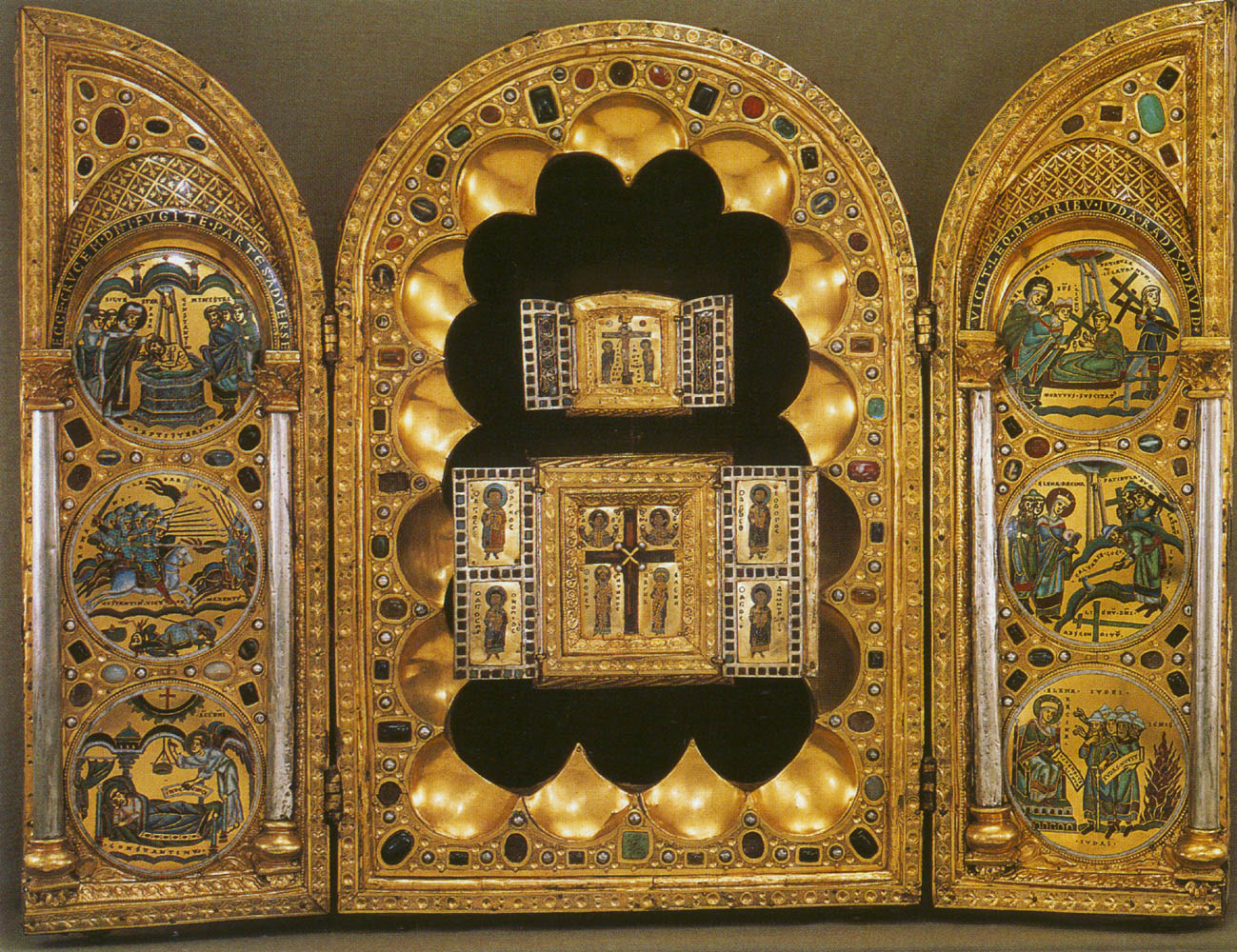
Stavelot-Triptychon

- M. 1 Lindauer Evangeliar, 2. Hälfte 9. Jahrhundert
- M. 644 Morgan-Beatus, Mitte 10. Jahrhundert
- Stavelot-Triptychon, um 1156/58
- M. 710 Berthold-Sakramentar, 1. Viertel 13. Jahrhundert
- M. 638 Maciejowski-Bibel, um 1245–1250
- M. 302 Miniaturen des Ramsey-Psalters, um 1300
- M. 360 Blätter des Anjou-Legendarium, um 1325–1335
- drei vollständige Exemplare der Gutenberg-Bibel (ein Exemplar auf Pergament, zwei auf Papier), 1452–1454
- das Missale speciale (früher Constantiense), nach 1473
- M. 948 Rosenroman für Franz I., um 1520
- M. 69 Stundenbuch des Kardinals Alessandro Farnese, 1546
- MA 307 John Miltons Autograph des 1. Buches von Paradise Lost, 1658–1665
- Musikautographen, darunter elf aus der Musikbibliothek Peters. Dazu gehören Franz Schuberts Schwanengesang; Frédéric Chopins Mazurka op. 59, no. 3 und Polonaises op. 26; sowie Teile von Christoph Willibald Glucka Iphigenie auf Tauris und Georg Friedrich Händels Kantate Qual ti riveggio, oh Dio (HWV 150). Die Morgan Library erwarb nach 1968 noch Wolfgang Amadeus Mozarts Konzertarie Misero! o sogno/Aura, che intorno spiri (KV 425b/431), Schuberts Impromptus D. 935 sowie Carl Maria von Webers Aufforderung zum Tanz
- Antoine de Saint-Exupérys Autograph des Buches Der kleine Prinz, 1943